# روبرت مور (لاعب كرة قدم أمريكية)
روبرت مور (بالإنجليزية: Robert Moore)‏ هو لاعب كرة قدم أمريكية أمريكي، ولد في 15 أغسطس 1964 في شريفبورت في الولايات المتحدة.

## وصلات خارجية
- روبرت مور على موقع مرجع كرة القدم المحترفة.كوم (الإنجليزية)